# Oreste Castagna (partigiano)
Oreste Castagna (Velletri, 1917 – Velletri, 30 ottobre 2007) è stato un partigiano italiano, medaglia d'oro al valor militare alla memoria.

## Biografia
Durante la seconda guerra mondiale era in servizio presso la 4ª Sezione Sanità della Divisione Alpina "Taurinense". Al momento dell'armistizio entrò subito nella Brigata partigiana jugoslava "Druca Cresch", che operava in Dalmazia. Il 15 febbraio 1944 rimaneva gravemente ferito, durante uno scontro con i tedeschi a Regatica, in Bosnia. Per il suo valoroso comportamento Castagna ottenne la più alta ricompensa al valore italiana.